# Любачовски окръг
Любачовски окръг (на полски: Powiat lubaczowski) е окръг в Югоизточна Полша, Подкарпатско войводство. Заема площ от 1308,37 км2.
Административен център е град Любачов.

## География
Окръгът се намира в историческата област Червена Рус. Разположен е в североизточната част на войводството.

## Население
Населението на окръга възлиза на 57 635 души (2012 г.). Гъстотата е 44 души/км2.

## Административно деление
Административно окръгът е разделен на 8 общини.
Градска община:
- Любачов

Градско-селски общини:
- Община Нарол
- Община Олешице
- Община Чешанов

Селски общини:
- Община Велке Очи
- Община Любачов
- Община Стари Джиков
- Община Хоринец-Здруй

## Галерия
- Любачов
- Чешанов
- Нарол
- Олешице